# 若林&指原のいま部屋探してます
『若林＆指原のいま部屋探してます』（わかばやしアンドさしはらの いまへやさがしてます）は、フジテレビ系列で2018年から不定期放送されていたバラエティ番組である。

## 概要
不動産会社で部屋物件を探している来客のうち取材許可が取れた方に密着し、どのような部屋に住むのか見せてもらう。

## 出演者

### 司会
- 若林正恭（オードリー）[1]
- 指原莉乃[1]

## 放送日程
| 回 | 放送日        | 紹介された不動産屋                                                    | 場所                               |
| -- | ------------- | --------------------------------------------------------------------- | ---------------------------------- |
| 1  | 2018年 1月3日 | クレスタ アイムホーム 石垣島店 大央ハウジング 石垣支店 株式会社しんか | 東京都新宿歌舞伎町 沖縄県 東京都内 |
| 2  | 7月14日       | -                                                                     |                                    |

- 2018年1月3日放送分は、同年4月25日放送予定の『TOKIOカケル』（水曜23:00 - 23:40）が山口達也の不祥事で放送中止になり、その代替番組として、再編集して再放送された。

## スタッフ
- 企画：東園基臣（フジテレビ）
- ナレーター：近藤サト
- 構成：狩野孝彦、竹内浩平（竹内→第2回、第1回はリサーチ）
- CAM：斉藤佳久
- VE：桂明宏
- 音声：石原雄一（第2回）
- 照明：黒井宏行
- TP：辻本豊
- TK：小島陽子
- EED：齋藤紗矢香（第2回）
- CG：松山真浩
- 音効・MA：阿部雄太
- 美術プロデューサー：橋本昌和
- デザイン：斎田崇史
- 大道具製作：宮路博貴
- 大道具操作：永井武（第2回）
- アクリル：松本健
- 装飾：太田博之
- イラスト(第2回)：今野さと子（第2回）
- タイトル：奥田真也
- 技術協力：fmt、デジデリック、IMAGICA、VIC（VICのみ→第2回）
- 協力(第2回)：ユアルーム（第2回）
- 広報：池田綾子（フジテレビ）
- 制作進行：市川義信
- AD：綿貫智彦、香月信、日野絢介
- プロデューサー：渡辺舞（Orange.）、小林靖子（小林→第2回、エスエスシステム）
- ディレクター：立浪貴司、岸宏美、長久保彰宏、木畑直記（岸→第2回）（全員→Orange.）
- 演出：後藤美和（Orange.、第1回はディレクター）
- 総合演出/プロデューサー：立浪仁志（Orange.、第1回は演出/プロデューサー）
- 制作協力：WAVE、Orange.
- 制作著作：フジテレビ

### 過去のスタッフ
- 音声：盛田浩尉（第1回）
- EED：小林美善（第1回）
- 大道具操作：吉野雅則（第1回）
- 技術協力：Style-O（第1回）
- リサーチ：ライダース・オフィス（第1回）
- ディレクター：大野和幸（第1回）